# Foden Trucks
Pour les articles homonymes, voir Foden.

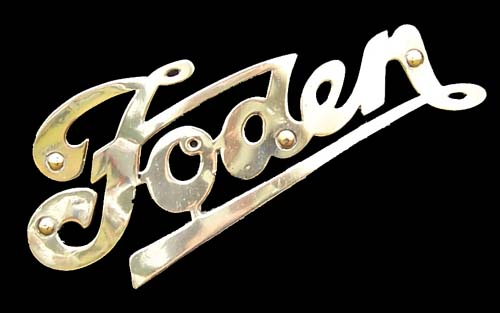
Logo de la société Foden

Foden était un constructeur britannique de camions et d'Autobus créé en 1856 à Sandbach, dans le Cheshire, en Angleterre. La Firme américaine Paccar a racheté la société en 1980, et a cessé d'utiliser le nom en 2006.

## Historique

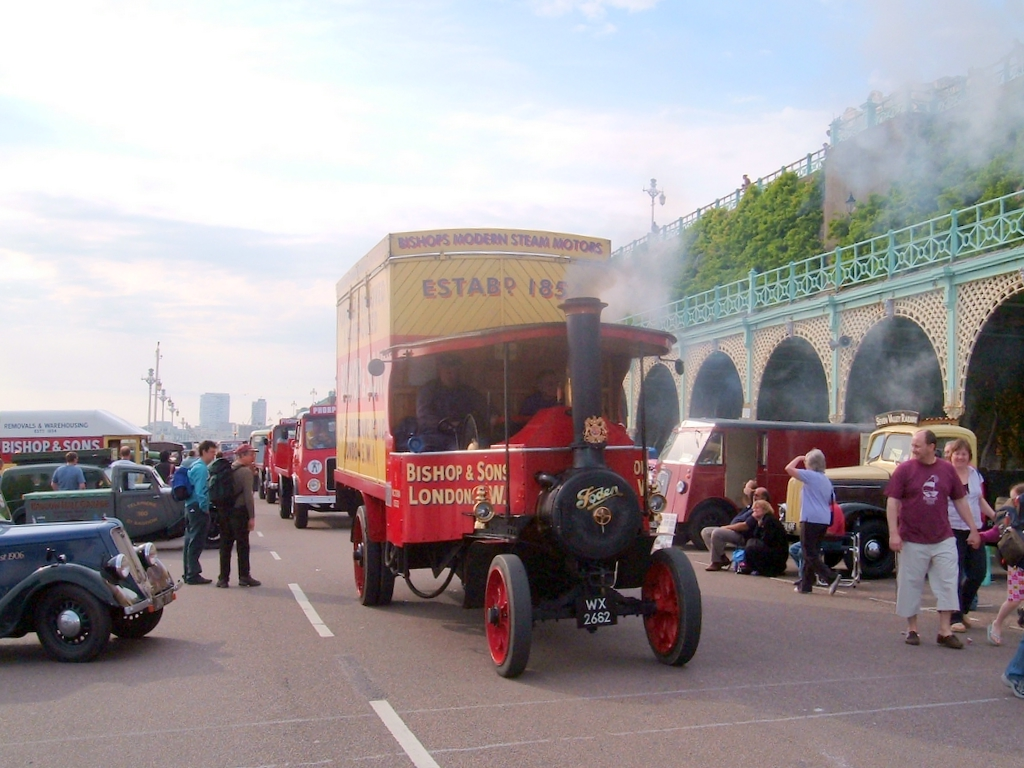
Camion à vapeur Foden de 1930

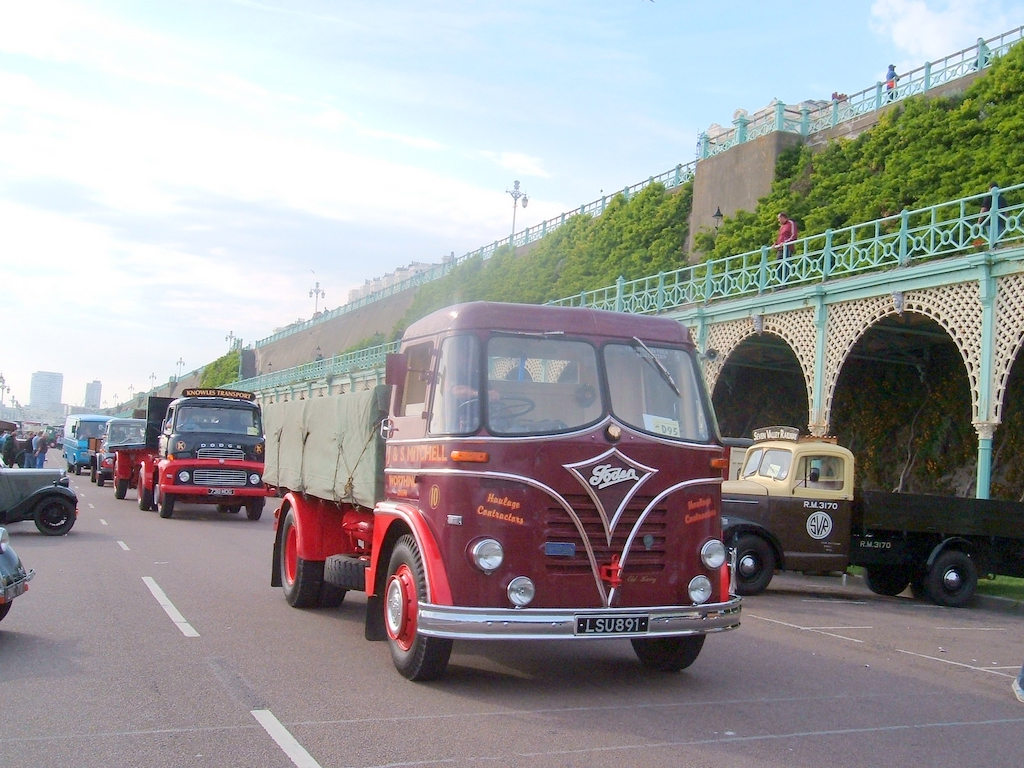
Camion plateau bâché à ridelles Foden S20 de 1959

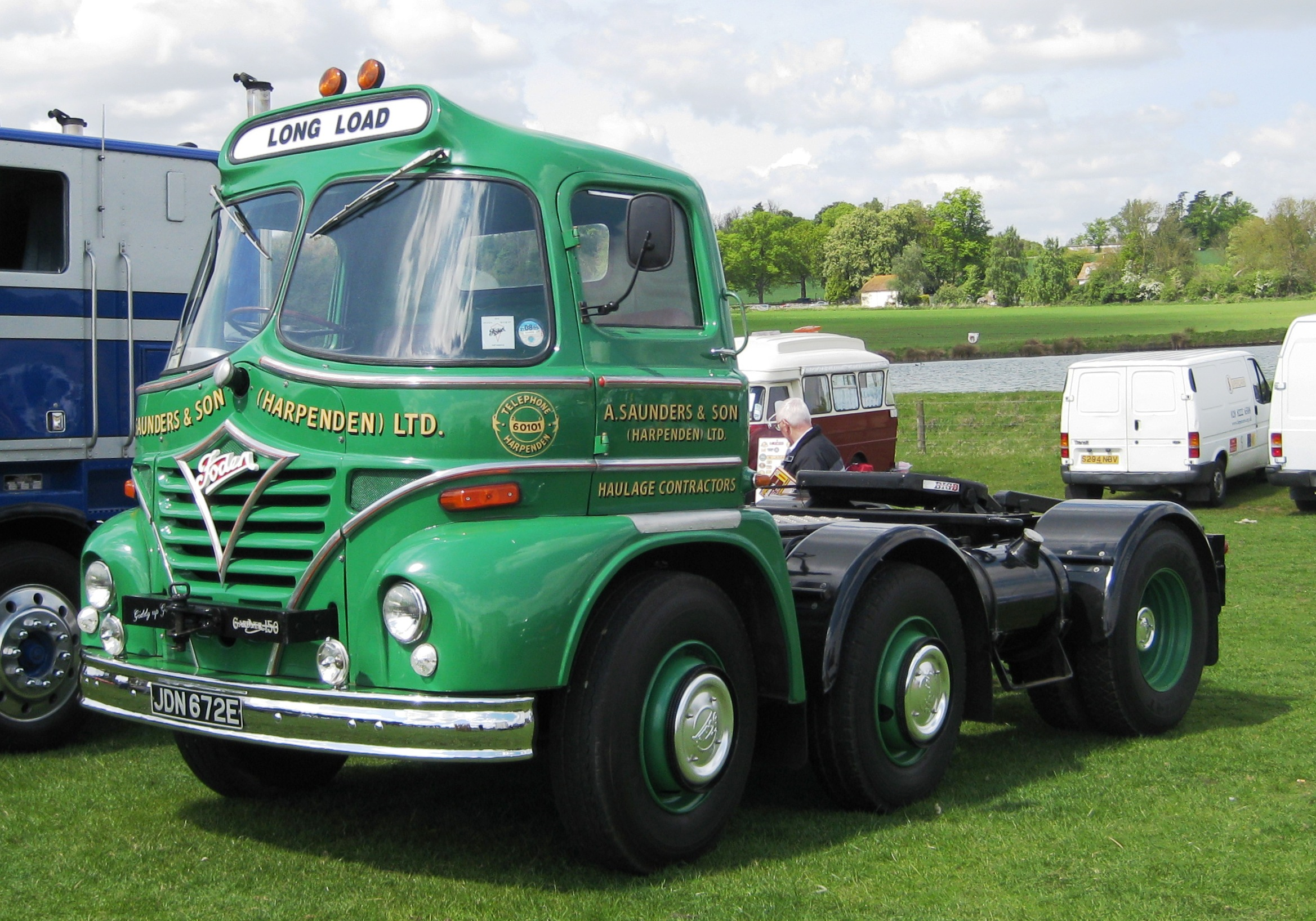
Tracteur Foden S21 - DAX6/32 6x2 pour semi-remorque à double essieu directionnel, JDN 672E

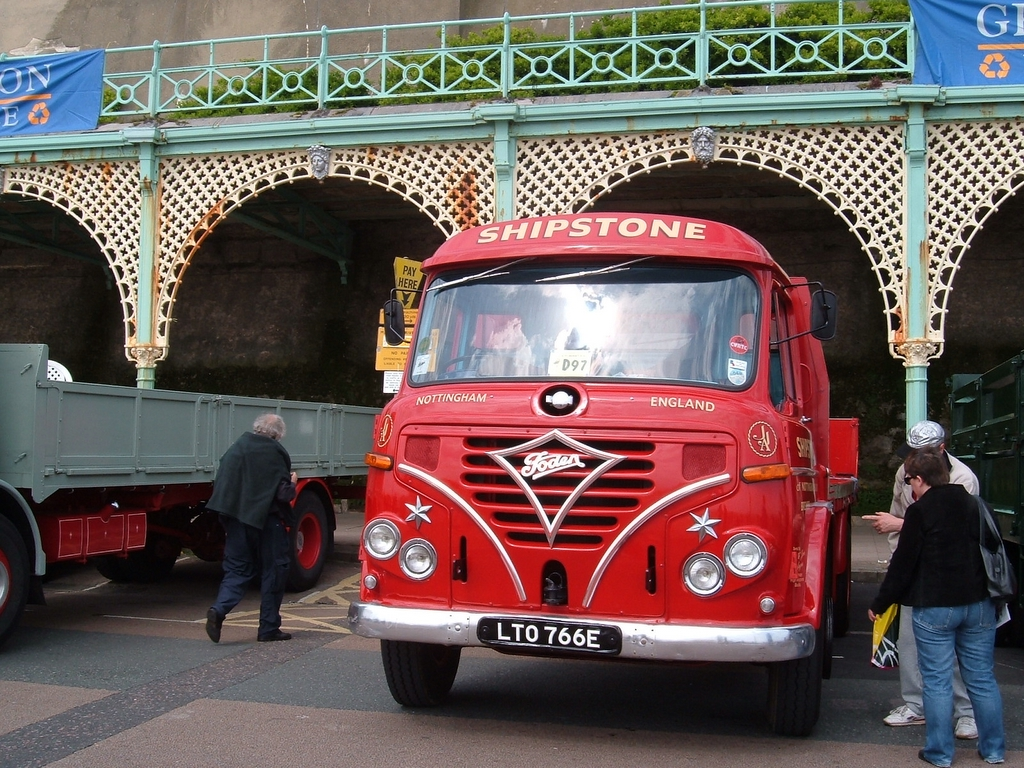
Camion Foden S36 de 1967

En 1856, Edwin Foden devint apprenti dans l'entreprise de fabrication de matériel agricole Plant & Hancock. Il quitte l'entreprise pour un apprentissage chez Crewe Railway Works mais revient chez Plant & Hancock, à l'âge de 19 ans. Peu après, il devient un partenaire dans l'entreprise. À la retraite de George Hancock en 1887, la société a été rebaptisée Edwin Foden Sons & Co. Ltd. La société a produit de gros moteurs industriels, ainsi que les petits moteurs à vapeur et, à partir de 1880, des moteurs de locomobile.
Des camions à vapeur expérimentaux ont d'abord été produits peu après le début du XXe siècle. En 1878, la législation concernant les usages agricoles a été assouplie et, par conséquent, Foden a produit une gamme réussie de locomobiles agricoles. La mise au point d'une locomobile à moteur compound en 1887, lui a donné un avantage marketing important et plus tard s'est révélée inestimable lors du développement du camion à vapeur.
En 1896, les restrictions qui affectaient le transport routier ont été assouplies, ce qui a permis aux véhicules de moins de 3 tonnes de PTC de se déplacer jusqu'à 19 km/h sans signal, muni d'un drapeau rouge à l'avant du véhicule. Foden a produit à ce moment-là, une série de quatre prototypes. L'expérience acquise a permis de construire, en 1901, pour le War Office, un prototype de 3 tonnes pour un essai de camion automoteur.
Cette conception a été constamment améliorée grâce à des essais routiers et rendue plus rapide et plus économique. Mais elle a été reléguée au deuxième rang après celle de Thornycroft qui avait de meilleures performances hors des routes. Le Foden a néanmoins été considéré par la plupart des commentateurs comme le vainqueur, faisant débat au Parlement. Ce modèle a été la base d'une gamme très réussie de véhicules qui ont été produits pendant 30 ans. La grande majorité des camions à vapeur Foden étaient de type overtype, mais des undertypes ont également été produits, y compris le type E qui fut un échec, et le type S Speed-Six et Speed-Twelve, qui était un véhicule beaucoup plus moderne.
En 1930, le fils d'Edwin, Edwin Richard, connu de tous comme étant simplement ER, voyait que l'avenir résidait dans la technologie du moteur Diesel. À la fin de 1932, il a démissionné du conseil d'administration, après plusieurs années de querelles amères. Il avait 62 ans et prêt pour la retraite, après avoir passé toute sa vie professionnelle à l'usine Foden. Son fils, Dennis ne pouvait pas se permettre de démissionner, mais il n'était pas prêt à laisser se dérouler les choses telles quelles. Avec la contribution financière de sa famille proche, une nouvelle société a été créée pour concevoir et produire des camions diesel. George Faulkener, liés à Dennis par mariage, est devenu gestionnaire des recherches et Ernest Sherratt, deux ex-employés Foden, l'ont aidé à concevoir un camion diesel. Edwin Richard Foden s'est laissé convaincre de sortir de sa retraite pour reprendre la tête de la nouvelle société, qui est devenue connue sous les initiales ERF.
Cependant, en 1932, Foden a finalement réalisé que l'avenir était au diesel, et a changé sa production presque immédiatement, bien que la production de véhicules à vapeur ait continué en déclinant lentement jusqu'en 1934. En 1936, une nouvelle gamme de camions diesels, le DG, fut introduite avec aussi les GD à moteur Gardner en configuration de 4x2, 6x2, 6x4, 8x2 et 8x4 à deux essieux avant directeurs. Et de même pour des tracteurs semi-remorque routiers. Le modèle DG fut utilisé lors de la Seconde Guerre mondiale. 
L'après-guerre a d'abord vu la réintroduction des anciens modèles avec quelques améliorations, mais Foden est entré sur le marché des châssis d'autobus en 1946 et en 1950 ils avaient développé un modèle à moteur arrière, modèle antérieur de 7 ans au Leyland Atlantean. Les toutes nouvelles gammes de camion FE et FG ont été introduites en 1948, avec le nouveau Foden, moteur diesel FD6 à deux-temps, 4 litres, 126 chevaux à 2 000 tours par minute, qui est devenu le moteur standard pour certains modèles de camions lourds Foden, comme le S18 FE6/15 8 roues rigides. (La désignation S18 se réfère à la nouvelle cabine qui a été produite pour la nouvelle gamme). Le moteur FD6 à deux temps, avec les moteurs Gardner, a également été monté dans des autocars et des autobus Foden. Une version 4 cylindres de 2,7 litres fut produite pour le FE en 1952.
En 1958, ont été introduits des matériaux légers en plastique renforcé de fibre de verre utilisés dans la fabrication de cabines. Cela a conduit à la fabrication en masse de la première cabine inclinable britannique, en 1962. Le premier Foden à cabine à base de fibre de verre a été le modèle S21 au style typique. Le S21 a été surnommé la cabine Mickey Mouse par certains chauffeurs, et plus tard a également gagné le surnom de "Capsule Spoutnik". La cabine S20 en métal et en bois plus traditionnelle, introduite en 1956, a encore équipée de nombreux camions Foden au moins jusqu'en 1963. La cabine basculante à base de fibre de verre, introduite en 1962, a été désignée S24. La production de la cabine S21 a continué jusqu'en 1969.
En 1964, Foden réussissait très bien sur les modèles porteurs huit-roues, mais un changement dans la réglementation (Construction & Use Regulations) a privilégié les véhicules articulés sur les anciens modèles rigides. Un nouveau modèle a été conçu pour le segment de marché des 32 tonnes. Plus de 75 % des châssis lourds vendus en Grande-Bretagne dans les années suivantes étaient des tracteurs routiers.
Une nouvelle usine de production en série a été érigée au début des années 1970 sur un site vierge, à côté de l'usine Foden pour produire une gamme de camions de gros travaux de chantier destinée au marché européen, mais ces dépenses associées au ralentissement économique de cette période ont mis Foden en difficulté financière en décembre 1974. Il a reçu un appui du gouvernement travailliste de Harold Wilson. Foden a lutté alors que son marché domestique a continué à être déprimé, jusqu'en 1977-1978 où Foden a renoué avec une rentabilité raisonnable. De gros contrats du ministère de la Défense pour la fournitures de véhicules militaires ont aidé à cette reprise.
Après une période sous séquestre en 1980, la société a été acquise par la firme américaine Paccar, et rebaptisé ; Sandbach Engineering Company et est maintenant une division de cette société. La production de camion recommença avec moins d'employés et une gamme réduite. Les huit-roues, spécialisation traditionnelle de Foden furent maintenus sur le marché intérieur. Le nom de la firme devint Foden Trucks en 1983, avec comme modèles les séries 2000, 3000, 4000. Le moteur Caterpillar fut proposé en 1984.
Après le rachat de Leyland Trucks par Paccar en 1998, la production propre à Foden a cessé et a été remplacée par des modèles de DAF rebadgé Foden (DAF Trucks ayant été acquise par Paccar en 1996). Ces véhicules pouvaient être motorisés par des moteurs Caterpillar, Paccar ou Cummins.

## Disparition de la marque

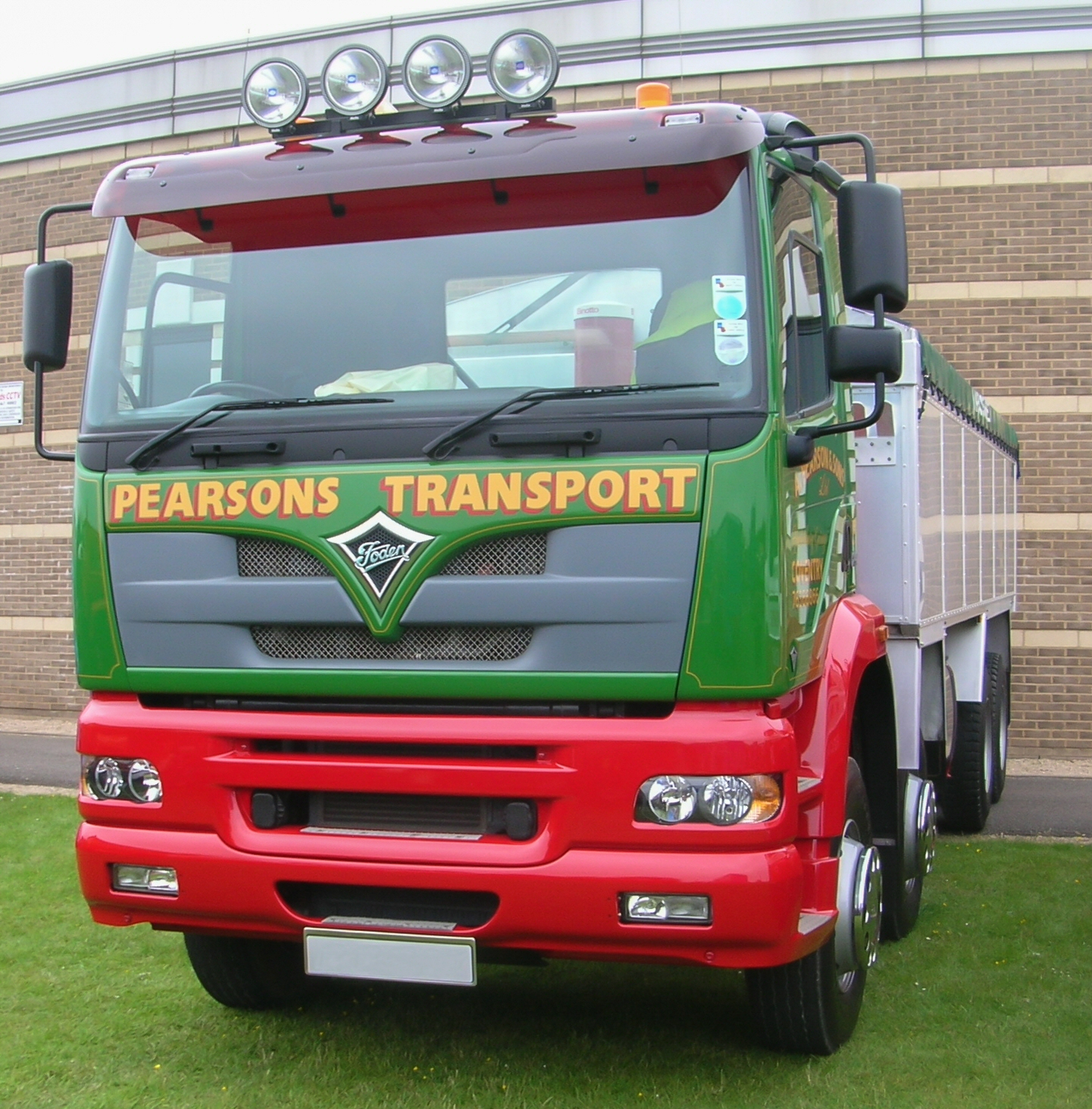
Camion Foden Alpha 3000 de 2004

En 2005, Pacar a annoncé que la production Foden allait s'arrêter en 2006. La raison donnée était que la production Foden serait stoppée pour libérer des capacités de fabrication à Leyland Trucks pour permettre l'augmentation des volumes de production des camions de marque DAF.
Le dernier Foden a été produit en juillet 2006, mettant fin à 150 ans de fabrication de camions Foden. Le dernier véhicule à sortir de la ligne de production à l'usine de Leyland était un camion rigide 8x4, qui a été livré au tout proche British Commercial Vehicle Museum (musée du véhicule commercial britannique).